# Casale di Pari
Casale di Pari (o Casal di Pari) è una frazione del comune italiano di Civitella Paganico, nella provincia di Grosseto, in Toscana.

## Geografia fisica
Il paese si trova all'estremità settentrionale del territorio comunale, a nord-est di Civitella Marittima, su un colle a 481 m s.l.m.

## Storia
Il colle su cui sorge fu sede di un insediamento umano già nel Paleolitico superiore e frequentato anche in epoca etrusca e romana. 
Il borgo attuale è di origine medioevale, con impianto urbanistico caratterizzato da strette strade ad andamento circolare, che si adattano all'orografia del rilievo attraverso una serie di curve. Di fronte al borgo, si eleva una collina, il Poggio di Monteacuto, alla cui sommità sorgeva un altro borgo di origini medievali, del quale restano oramai soltanto alcune rovine che testimoniano la sua passata esistenza.
Le origini di Casal di Pari risalgono quasi certamente all'XI-XII secolo, quando il centro si sviluppò come piccolo insediamento rurale in possesso degli Ardengheschi, collegato alla più importante e vicina località di Pari.

## Monumenti e luoghi d'interesse
Il centro storico conserva l'originario impianto medievale privo di mura, con gran parte degli edifici che hanno subito modificazioni nel corso dei secoli successivi. Vi si trovano pure alcuni pregevoli monumenti.

### Architetture religiose
- Chiesa di San Donato, quattrocentesca e con radicali rifacimenti settecenteschi, conserva un'iscrizione che si riferisce forse allo scomparso convento di Sant'Antonio in Val d'Aspra.

- Eremo di Sant'Antonio in Valdaspra, struttura monastica medievale nei pressi di Casal di Pari, rimasta in funzione fino al Settecento e poi scomparsa.

- Chiesa di San Donato a Cortecchio, chiesa scomparsa di origini medievali, di cui sono stati identificati alcuni resti presso la località di San Donato.

### Architetture civili
- Residenza del Vescovo, complesso rinascimentale costruito nel 1573 dal senese Fabio De Vais.

- Pozzo di Casal di Pari, situato di fronte alla chiesa, era di uso pubblico fin dalle origini.

## Società

### Evoluzione demografica
Quella che segue è l'evoluzione demografica della frazione di Casale di Pari. Sono indicati gli abitanti dell'intera frazione e dove è possibile è messa tra parentesi la cifra riferita al solo capoluogo di frazione.
Dal 1991 sono contati da Istat solamente gli abitanti del centro abitato, non della frazione.
| Anno | Abitanti | Abitanti       |
| Anno | Frazione | Centro abitato |
| ---- | -------- | -------------- |
| 1745 | 150      | -              |
| 1833 | 206      | -              |
| 1845 | 230      | -              |
| 1921 | 1 043    | -              |
| 1931 | 1 185    | -              |
| 1961 | 479      | 246            |
| 1981 | 257      | 138            |
| 1991 | -        | 146            |
| 2001 | -        | 176            |
| 2011 | -        | 184            |

## Cultura
Il 28 agosto 1917 nacque a Casale di Pari il fumettista e illustratore Aurelio Galleppini, noto anche con lo pseudonimo di Galep (1917-1994). Autore molto prolifico, è rimasto noto soprattutto per il personaggio di Tex Willer, da lui creato graficamente e di cui è stato per più di quarant'anni uno dei principali disegnatori, nonché il copertinista ufficiale fino al 1994.

### Eventi
Tutti gli anni, dal 1975, viene organizzata dall'associazione pro loco Casale-Casenovole la sagra del Porcino, che offre specialità e prodotti locali, oltre che musica, mostre e attività culturali di vario genere.

## Infrastrutture e trasporti
La frazione di Casale di Pari è servita da un proprio svincolo (Casal di Pari) sulla strada europea E78 Grosseto-Fano, nel tratto tra le città di Grosseto e di Siena, costituito dalla strada statale 223 di Paganico.

## Galleria d'immagini

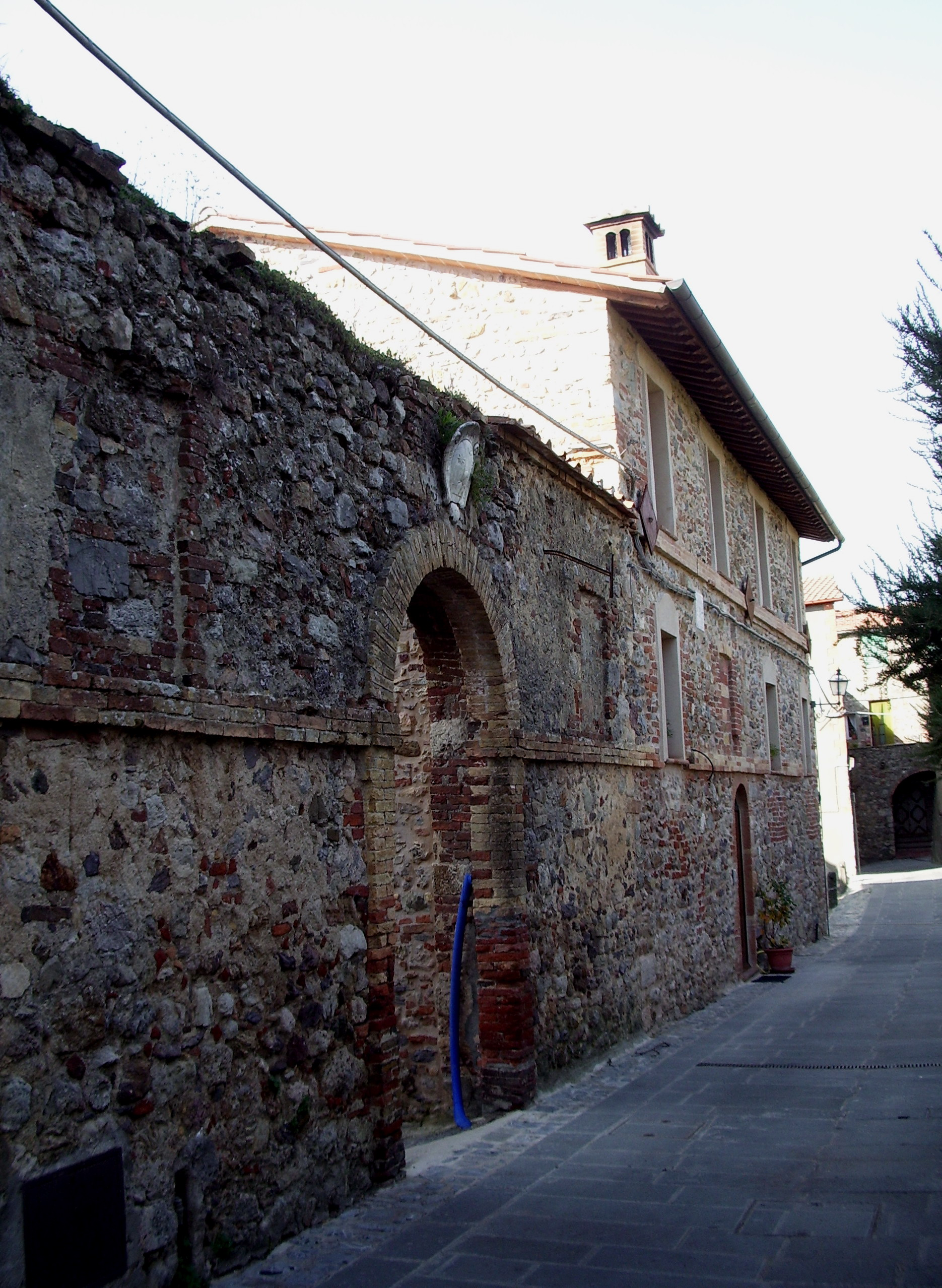
La Residenza del Vescovo
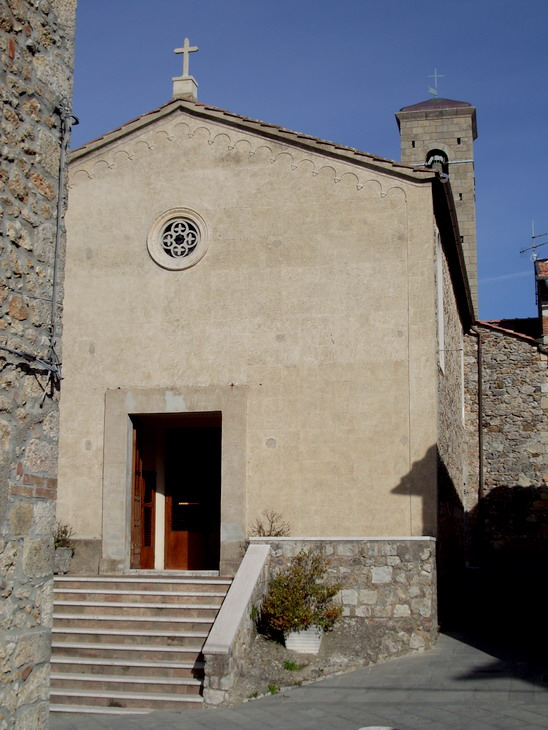
La Chiesa di San Donato
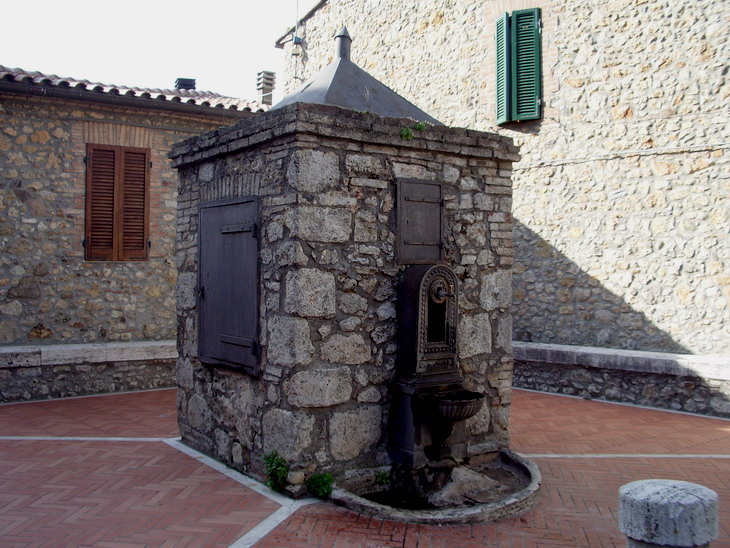
Il pozzo pubblico